# PizzaGPT
PizzaGPT es un chatbot basado en inteligencia artificial, diseñado específicamente para usuarios en Italia. Utiliza el modelo de lenguaje GPT-3.5 de OpenAI y se caracteriza por su enfoque en la privacidad de los usuarios, al no almacenar datos de las interacciones.

## Historia
PizzaGPT fue creado en respuesta al bloqueo temporal de ChatGPT en Italia en 2023. Este bloqueo llevó a la necesidad de desarrollar una alternativa que pudiera ofrecer capacidades similares en términos de inteligencia artificial conversacional, pero con un enfoque más riguroso en la protección de los datos personales. El proyecto fue desarrollado por el ingeniero italiano Lorenzo Cella, quien buscaba proporcionar una herramienta accesible y gratuita para la comunidad italiana.

## Características
El chatbot permite a los usuarios interactuar en un entorno de chat, ofreciendo respuestas y generando contenido en italiano y otros idiomas compatibles. Sus principales características incluyen:
- Generación de texto e imágenes: Capacidad para crear contenido en diversos dominios.
- Privacidad: No almacena datos de los usuarios, lo que refuerza la seguridad y privacidad.
- Interfaz intuitiva: Diseño de chat fácil de usar y accesible para diferentes perfiles de usuarios.

## Tecnología
Pizza GPT utiliza el modelo GPT-3.5 de OpenAI mediante su API. Aunque está basado en la misma tecnología que ChatGPT, la diferencia clave radica en su enfoque en la privacidad, ya que no se registran ni almacenan los datos de los usuarios que interactúan con la plataforma.